# Triton X-100
Pour les articles homonymes, voir Triton.
Le Triton X-100 est un détergent de synthèse de formule brute C8H17C6H4(OC2H4)9-10OH.
Il est utilisé en biologie cellulaire et moléculaire pour perméabiliser les membranes cytoplasmiques, nucléaires, etc. Ceci permet par exemple aux anticorps d'avoir accès au noyau de la cellule lors de la réalisation d'une immunocytochimie.